# 胡曼角
64°24′S 62°41′W / 64.400°S 62.683°W
胡曼角（英語：Humann Point）是南極洲的海岬，位於帕默群島的布拉班特島西部，是杜佩雷灣入口處的北部，由讓-巴蒂斯特·夏古率領的法國探險隊繪入地圖。